# Świedziebnia
Świedziebnia is een dorp in het Poolse woiwodschap Koejavië-Pommeren, in het district Brodnicki. De plaats maakt deel uit van de gemeente Świedziebnia.